# Tavolozza del tributo libico
La tavolozza del tributo libico (o anche tavoletta libica) è un importante reperto archeologico egizio, datato attorno al 3100 a.C. La tavolozza fu trovata ad Abido, risale al periodo Predinastico ed è uno dei primi esempi di tavoletta celebrativa di un avvenimento importante. Entrambe le facce sono scolpite, ma la parte superiore è andata perduta. Ciò che rimane del rovescio della tavoletta mostra quattro registri: la divisione della scena in registri è una delle convenzioni artistiche che verrà seguita e rispettata lungo tutta la storia dell'Antico Egitto.
La tavoletta fa parte della collezione permanente del Museo egizio del Cairo.

## Descrizione

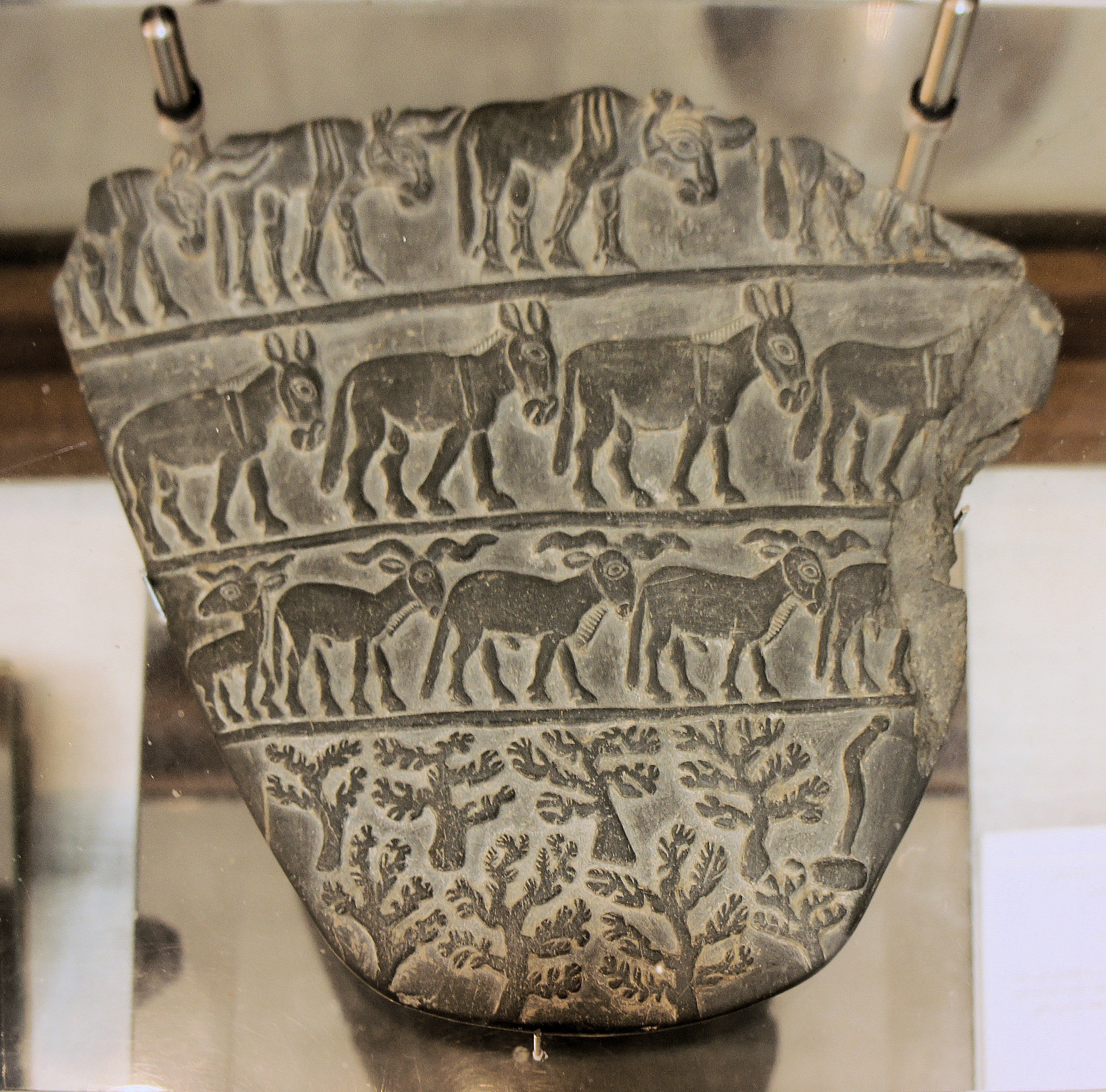

La tavolozza è alta 19 cm e larga 22 cm. È incisa in un singolo pezzo di scisto. 

### Lato diritto
Nel primo registro di questo lato sono presenti dei buoi dagli occhi stilizzati e muscoli che ne sottolineano la forza; nel secondo si vedono degli asini ben nutriti; nel terzo vi è una fila di tre arieti , con un quarto ariete che guarda all'indietro ed è rappresentato in scala minore, forse per mancanza di spazio o per la volontà dell'artista di creare vivacità nella scena, evitando la monotonia di una fila di animali tutti uguali. Il quarto registro mostra otto alberi, probabilmente ulivi.

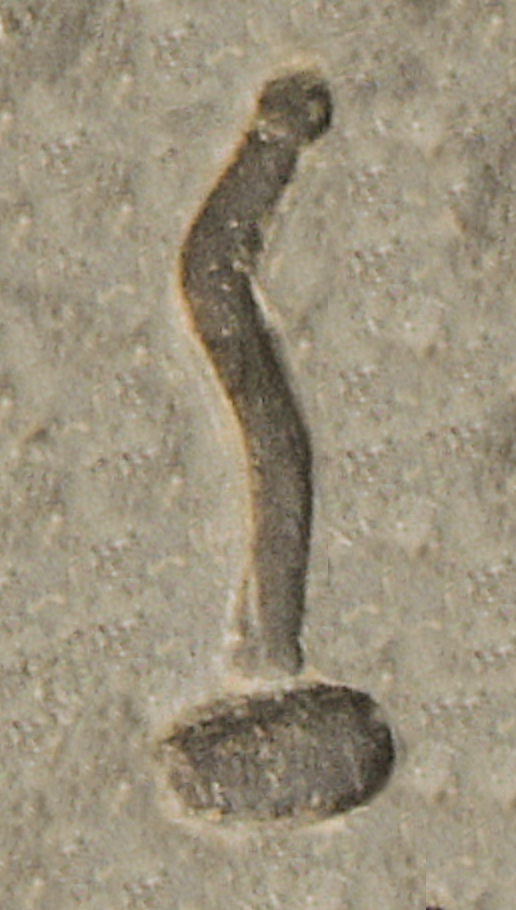
Geroglifico che indica la Libia nella tavolozza

A destra si può trovare uno dei più antichi esempi di scrittura fino ad ora rinvenuti: la parola tehenw, nome della regione del Delta occidentale, che includeva parte della moderna Libia; ciò ha fatto ritenere gli studiosi che la tavolozza celebri una vittoria sui Libici.

### Lato rovescio

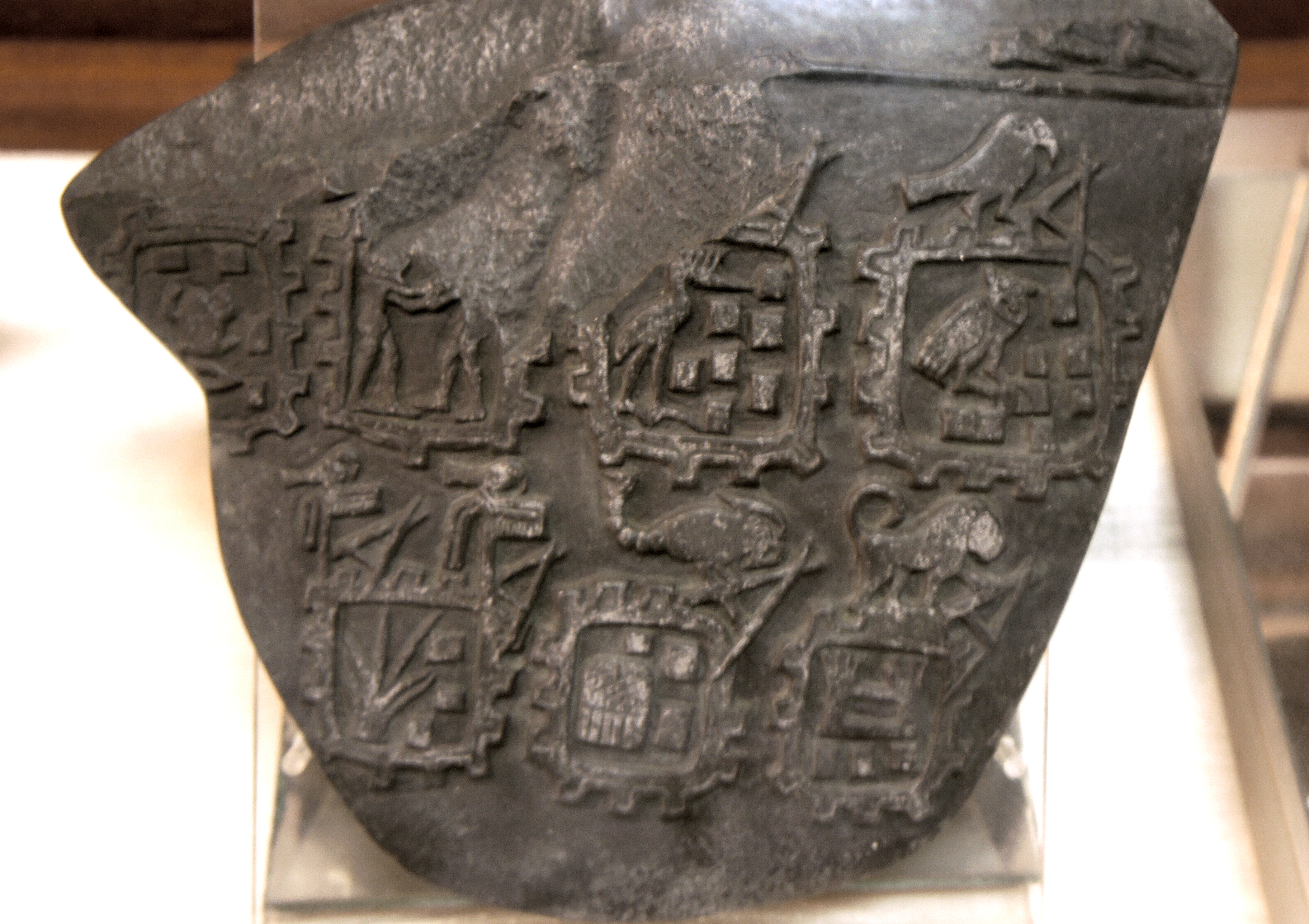

Sull'altro lato sono rappresentate sette città, ciascuna con il proprio nome, raffigurate come luoghi recintati e fortificati. Sopra ogni fortificazione si trova un animale: un leone, uno scorpione e un falco che ghermisce un piccione, simbolo probabilmente della fondazione di queste città.